# Cesarzowa (film)
Cesarzowa (uprosz. pismo chiń.: 满城尽带黄金甲; trad. pismo chiń.: 滿城盡帶黃金甲; hanyu pinyin: Mǎnchéng Jìndài Huángjīnjiǎ) – hongkońsko–chiński film z 2006 roku w reżyserii Zhanga Yimou. Film został nominowany do Oscara za najlepsze kostiumy.

## Fabuła
Fabuła filmu opiera się na głośnym dramacie Burza (1933) napisanym przez Cao Yu. O ile jednak dramat dotyczył życia zwykłych Chińczyków w okresie Republiki, to akcja filmu została przeniesiona do czasów panowania Późniejszej dynastii Tang (923-936). „Cesarzowa” koncentruje się na walce o władzę wewnątrz rodziny panującej i na ukrywanym związku pomiędzy cesarzową a jej pasierbem, księciem Wanem.

## Obsada
| Aktor        | Rola                    |
| ------------ | ----------------------- |
| Chow Yun-Fat | Cesarz Ping             |
| Gong Li      | Cesarzowa Phoenix       |
| Jay Chou     | Książę Jai/Drugi syn    |
| Liu Ye       | Książę Wan/Pierwszy Syn |
| Qin Junjie   | Książę Yu/Trzeci syn    |
| Li Man       | Jiang Chan/Córka medyka |
| Ni Dahong    | Cesarski medyk Jiang    |
| Chen Jin     | Pani Jiang/Żona medyka  |

## Tytuł filmu
Tytuł filmu nawiązuje do wiersza Nim rozkwitły, opiewam chryzantemy napisanego przez Huang Chao, przywódcę antytangowskiej rebelii w latach 874-884. W utworze Huang opisuje 8. dzień 9. miesiąca kalendarza chińskiego, poprzedzający Święto Podwójnej Dziewiątki (jedno z dwóch tradycyjnych chińskich świąt, w czasie których oddaje się cześć zmarłym). Pisze o kwiatach i walkach w Chang’anie. Oryginalny tytuł filmu to ostatni wers utworu: 滿城盡帶黃金甲, który znaczy tyle, co Całe miasto i okolica pełne są złocistych pancerzy.
Do chryzantem nawiązuje również główna piosenka filmu Chryzantemowy taras (菊花台), wykonywana przez Jaya Chou.